# Dư Kiếm Phong
Dư Kiếm Phong (tiếng Trung giản thể: 余剑锋, bính âm Hán ngữ: Yú Jiànfēng, sinh ngày 5 tháng 9 năm 1965, người Hán) là chuyên gia hạt nhân, doanh nhân, chính trị gia nước Cộng hòa Nhân dân Trung Hoa. Ông là Ủy viên dự khuyết Ủy ban Trung ương Đảng Cộng sản Trung Quốc khóa XX, hiện là Bí thư Đảng tổ, Chủ tịch Tập đoàn Công nghiệp Hạt nhân Trung Quốc.
Dư Kiếm Phong là đảng viên Đảng Cộng sản Trung Quốc, học vị Kỹ sư Phản ứng hạt nhân, chức danh Cao cấp công trình sư cấp Giáo sư ngành Kỹ thuật hạt nhân. Ông có sự nghiệp phần lớn tập trung cho các lĩnh vực phản ứng hạt nhân, điện hạt nhân, từ kỹ sư trở thành người đứng đầu công nghiệp hạt nhân Trung Quốc.

## Xuất thân và giáo dục
Dư Kiếm Phong sinh ngày 5 tháng 9 năm 1965 tại địa cấp thị Thiên Thủy, tỉnh Cam Túc, Cộng hòa Nhân dân Trung Hoa. Ông lớn lên và tốt nghiệp cao trung ở Thiên Thủy, thi cao khảo vào năm 1983 và đỗ Đại học Thanh Hoa, lên thủ đô nhập học hệ vật lý kỹ thuật vào tháng 9 cùng năm, rồi tốt nghiệp kỹ sư chuyên ngành kỹ thuật lò phản ứng hạt nhân vào tháng 7 năm 1988. Ông được kết nạp Đảng Cộng sản Trung Quốc vào tháng 4 năm 1997.

## Sự nghiệp
Tháng 8 năm 1988, sau khi tốt nghiệp Thanh Hoa, Dư Kiếm Phong được Tổng công ty Công nghiệp Hạt nhân Trung Quốc, một xí nghiệp nhà nước thuộc Bộ Năng lượng nhận vào làm, bắt đầu ở ví trí chuyên viên của Viện nghiên cứu Khoa học năng lượng nguyên tử Trung Quốc (Sở 401). Trong giai đoạn 1988–1995, ông tập trung nghiên cứu ở Sở Thiết kế nghiên cứu công trình lò phản ứng, là Trợ lý Chủ nhiệm Phòng 101 của sở, rồi Phó Chủ nhiệm phòng. Tháng 3 năm 1995, ông được bổ nhiệm làm Trợ lý Sở trưởng, sau đó không lâu thì nhậm chức Phó Sở trưởng. Đến tháng 7 năm 1997, ông được điều chuyển về Giang Tô, nhậm chức Phó Trưởng phòng Chuẩn bị sản xuất của Công ty hữu hạn Điện hạt nhân Giang Tô, một công ty con của tổng công ty ban đầu ông công tác, và vừa được thành lập khi ông chuyển tới. Vào cuối năm 1999, ông được thăng chức làm Phó Tổng công trình sư của công ty, kiêm Trưởng phòng Giám sát mua thiết bị công ty Giang Tô. Trong cùng thời điểm này, tổng công ty được cải tổ thành Tập đoàn Công nghiệp Hạt nhân Trung Quốc (CNNC), ông vẫn công tác ở công ty Giang Tô, thêm chức vụ là Trợ lý Giám đốc. Trong thời kỳ kinh doanh lẫn nghiên cứu khoa học này, ông được phong chức danh khoa học ở hàng cao nhất của Trung Quốc là Cao cấp công trình sư cấp Giáo sư.

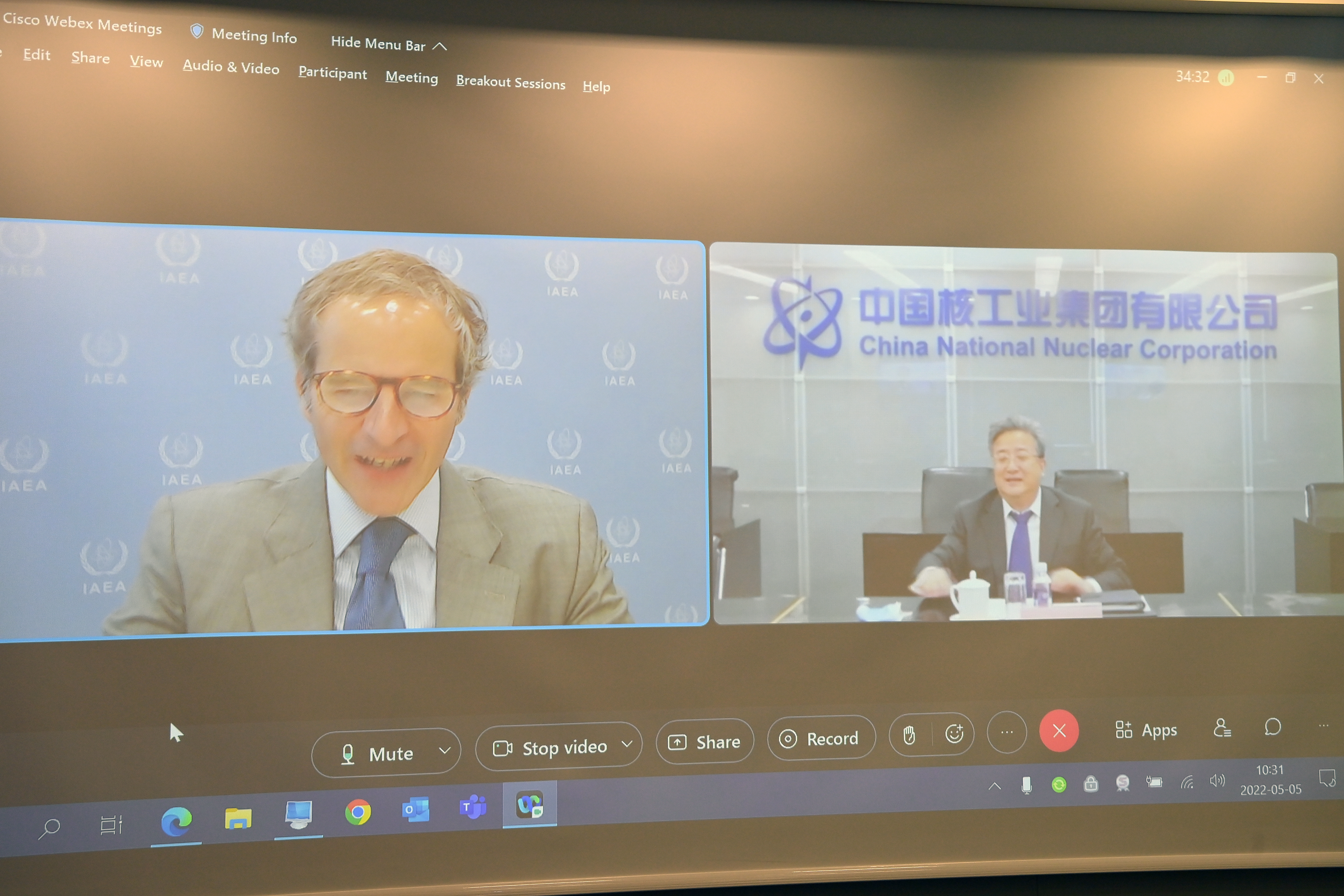
Dư Kiếm Phong họp trực tuyến với Tổng giám đốc Cơ quan Năng lượng Nguyên tử Quốc tế Rafael Mariano Grossi, 2022.

Tháng 7 năm 2001, Dư Kiếm Phong được điều về trụ sở, nhậm chức Phó Chủ nhiệm bộ phận điện hạt nhân, thăng lên chủ nhiệm vào tháng 5 năm 2003, thêm chức vụ Thành viên Đảng tổ tập đoàn từ tháng 10 năm 2004. Sau đó 1 tháng, ông là Trợ lý Tổng giám đốc kiêm Chủ tịch Công ty hữu hạn Điện hạt nhân Tam Môn, công ty con do CNNC chiếm 51% cổ phần. Tháng 7 năm 2006, ông giữ chức Phó Tổng giám đốc CNNC, kiêm Chủ tịch Điện hạt nhân Giang Tô, công tác ở vị trí này 5 năm cho đến cuối năm 2010 thì được điều đến Tập đoàn Đầu tư Điện lực Trung Quốc, nhậm chức Phó Tổng giám đốc, Thành viên Đảng tổ tập đoàn. Năm 2015, tập đoàn này được cải tổ lại thành Tập đoàn Đầu tư Điện lực Quốc gia, ông chuyển sang làm Phó Tổng giám đốc, rồi Phó Bí thư Đảng tổ từ tháng 7 năm 2016. Sang năm 2017, trong nửa cuối năm này, ông được điều tới Công ty Đầu tư và Khai phát Quốc gia làm Phó Bí thư Đảng tổ, Đồng sự, Tổng giám đốc, sau đó được điều trở lại CNNC làm Phó Bí thư Đảng tổ, Đồng sự, Tổng giám đốc. Ngày 19 tháng 7 năm 2018, Dư Kiếm Phong được bổ nhiệm làm Bí thư Đảng tổ, Chủ tịch CNNC. Cuối năm 2022, ông tham dự Đại hội Đảng Cộng sản Trung Quốc lần thứ XX từ đoàn đại biểu xí nghiệp trung ương. Trong quá trình bầu cử tại đại hội, ông được bầu là Ủy viên dự khuyết Ủy ban Trung ương Đảng Cộng sản Trung Quốc khóa XX.